# Xenornis
Genre
Xenornis est un genre monotypique de passereaux de la famille des Thamnophilidés.

## Liste des espèces
Selon la classification de référence du Congrès ornithologique international (version 6.4, 2016) :
- Xenornis setifrons — Batara masqué, Batara ponctué, Fourmilier à poitrine tachetée (Chapman, 1924)